# Молодильня
Молоди́льня — река в России, протекает в городском округе Истра Московской области, левый приток Малой Истры.
Длина реки составляет 22 км, площадь водосборного бассейна — 65,7 км². Берёт начало у северо-западной окраины деревни Кореньки, к югу от платформы Новопетровская Рижского направления Московской железной дороги, впадает в Малую Истру в 21 км от её устья, у деревни Хволово.
В верхнем течении, ниже станции Румянцево, долина реки густо заселена, от деревни Троица до устья — очень живописна. Река равнинного типа, питание преимущественно снеговое. Замерзает обычно в середине ноября, вскрывается в середине апреля:7—8. На реке расположены населённые пункты Шебаново, Корсаково, Мансурово, Хуторки.
По данным Государственного водного реестра России, относится к Окскому бассейновому округу. Речной бассейн — Ока, речной подбассейн — бассейны притоков Оки до впадения Мокши, водохозяйственный участок — Москва от города Звенигорода до Рублёвского гидроузла, без реки Истры (от истока до Истринского гидроузла).